# Asperspina murmanica
Asperspina murmanica is een slakkensoort uit de familie van de Asperspinidae. De wetenschappelijke naam van de soort is voor het eerst geldig gepubliceerd in 1978 door Kudinskaya & Minichev.